# Éditions Richault
Les Éditions Richault sont une maison d'édition musicale française active à Paris au XIXe siècle.

## Historique
Charles Simon Richault, né à Chartres le 10 mai 1780, vient tôt à Paris pour faire son apprentissage dans le commerce de la musique chez Jérôme-Joseph de Momigny. Il acquiert auprès de lui le goût de la littérature musicale et des compositions de chambre. Lorsqu'il s'installe au no 7 rue de la Grange-Batelière, en 1805, les premiers ouvrages qu'il publie sont classiques. Il s'aperçoit bientôt de l'opportunité de faire paraître les éditions des meilleures œuvres de musiciens allemands et les premières partitions des compositeurs français les plus prometteurs. Ses affaires se développent rapidement : il déménage dans des locaux plus grands du boulevard Poissonnière, d'abord au no 16, puis au no 26. Il publie les Concertos de Mozart et d'autres œuvres des compositeurs classiques allemands. Il s'installe en 1862 au no 4 du boulevard des Italiens, à l'endroit précis où le boulevard Haussmann serait entré s'il avait été terminé. C'est dans cette maison qu'il meurt, le 20 février 1866. 
Son fils Guillaume Simon, né à Paris le 2 novembre 1806, était depuis longtemps le partenaire de son père et continue dans la lignée de publication de musique sérieuse. En même temps, il se rend compte que dans une entreprise aussi importante, il était bon que l'école italienne soit représentée et achète en conséquence le stock de l'éditeur Pacini. Il meurt le 7 février 1877.
Son fils Léon, né à Paris le 6 août 1839, souhaite donner un nouvel élan à l'entreprise familiale, déjà forte de plus de 18 000 publications. Sachant que son grand-père avait été le premier à publier les Symphonies de Beethoven et les Concertos de Mozart, il fait connaître en France les oratorios de Bach et de Haendel, et les œuvres de Schubert, Mendelssohn et Schumann. 
Léon Richault fait paraître les compositions orchestrales de Reber et de Gouvy, et les premiers opéras d'Ambroise Thomas. Il achète également les droits de La Damnation de Faust de Berlioz.
Le fonds Richault est d'abord loué en 1898 puis racheté en 1903 par les éditions Costallat.